# Хмельовий Анатолій Петрович
Хмельовий Анатолій Петрович (17 січня 1952, Слов'янськ Донецької області) — український політик, народний депутат України II—III скликань, член КПУ; перший секретар Слов'янського міського КПУ.

## Життєпис
Народився 17 січня 1952 (місто Слов'янськ, Донецька область) в сім'ї робітника; українець; дружина Наталія Андріївна; має двох синів.

### Освіта
Закінчив Слов'янський технікум залізничного транспорту (1967—1971); Харківський інститут залізничного транспорту (1990), інженер-механік, «Тепловози і тепловозне господарство».

### Трудова діяльність
- З листопада 1971 — служба в армії.
- 1974—1976 — майстер виробничого навчання Слов'янського ТУ № 56.
- 1976—1994 — помічник машиніста електровоза, машиніст електровоза, 1985—1988 — секретар партбюро дільниці експлуатації, машиніст-інструктор локомотивних бригад, голова профспілки локомотивного депо Слов'янської Донецької залізниці.

### Політична діяльність
Квітень 2002 — кандидат в народні депутати України, виборчій округ № 58, Донецька область, висунутий КПУ. «За» 23.36 %, 2 з 16 претендентів. На час виборів: народний депутат України, член КПУ.
Народний депутат України 3-го скликання з березня 1998 до квітня 2002 від КПУ, № 96 в списку. На час виборів: народний депутат України, член КПУ. Член фракції КПУ (з травня 1998). Голова підкомітету з питань водного та автомобільного транспорту Комітету з питань будівництва, транспорту і зв'язку (з липня 1998).
Народний депутат України 2-го скликання з квітня 1994 (2-й тур) до квітня 1998, Слов'янський виборчій округ № 140, Донецька область, висунутий трудовим колективом. Член фракції комуністів. Секретар Комітету з питань паливно-енергетичного комплексу, транспорту і зв'язку.